# 寵物旅館

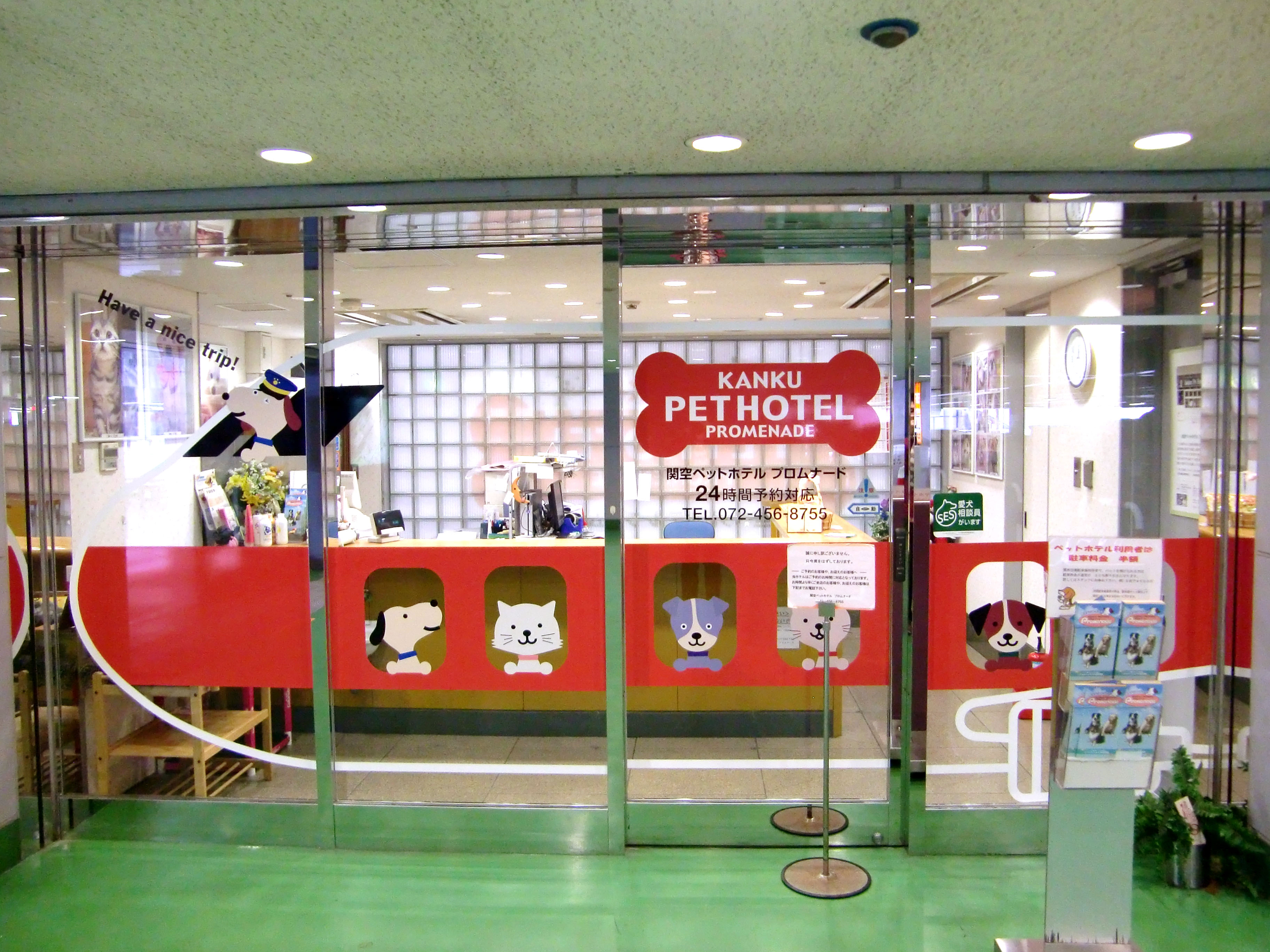
關西國際機場的寵物旅館，2010年攝

宠物旅馆是讓寵物暫時居住的旅館。飼主如果出去旅行可先將寵物寄放在這裡，寵物旅館的店員也會幫牠們準備飼料和水。